# 三星Galaxy Note Fan Edition
三星Galaxy Note粉絲版/三星Galaxy Note狂迷版（英語：Samsung Galaxy Note Fan Edition；略稱：三星Galaxy Note FE），是韓國三星電子於2017年7月7日推出的三星Galaxy Note系列智能平板手機。首發僅在韓國銷售，10月25日正式在馬來西亞發售，11月在菲律賓、泰國和越南發售。
因自燃事件而回收的三星Galaxy Note 7重製版手機，利用未開封的三星Galaxy Note 7與未使用的元件所製造。為充份利用資源的環保專案，保留了三星Galaxy Note 7的設計與功能，但升級了軟體與電池，且背殼還印上了「Fan Edition」的字樣。

## 外觀
由於是重制機，外觀設計與三星Galaxy Note 7一致，採用前後雙曲面玻璃、金屬邊框、不可拆卸的電池的設計。玻璃材質機件採用的是康寧最新的第五代大猩猩玻璃，合金邊框採用的是AL7000航空鋁合金。顏色有琥珀金、瑪瑙黑、極地銀及珊瑚藍。機身及S Pen手寫筆均具備IP68級別的防水防塵設計，S Pen也有防倒插功能。

## 規格
除電池容量減少外基本與三星Galaxy Note 7外觀設計以及硬件配置一致，搭載5.7吋2K（2560×1440）解像度螢幕、內置Exynos 8890八核處理器及4GB RAM，並配備1200萬像素Dual Pixel相機、S Pen筆控功能以及虹膜辨識等技術。

## 軟體
本機發布時預載的移動作業系統是載有最新三星Galaxy S8用戶介面的Android 7.0系統。

## 銷售
在三星Galaxy Note 7回收事件後接近一年，2017年7月7日正式在韓國發售，售價為69.96萬韓圓。

## 外部連結
- 三星Galaxy Note粉絲版

| 前任： 三星Galaxy Note 7 | 三星Galaxy Note粉絲版 2017年 | 繼任： 三星Galaxy Note 8 |